# Rion
Rion fou el nom d'una senyoria feudal francesa de Gascunya centrada a Rion, avui Rion-des-Landes, al vescomtat de Tartàs. Va passar als Albret i després a la corona francesa el 1368.